# Catedral de San Guillermo el Ermitaño
La Catedral de San Guillermo el Ermitaño también conocida como la Catedral Metropolitana de San Fernando, La Unión es la sede de la Diócesis de San Fernando de La Unión, Filipinas (Dioecesis Ferdinandopolitana ab Unione) sufragánea de Lingayen - Dagupan, la cual fue creada el 19 de enero de 1970 y erigida canónicamente en 11 de abril de 1970.
El santo patrono de la catedral es San Guillermo ermitaño (o Guillermo el Grande) que murió 10 de febrero 1157, y fue el fundador de la congregación católica de los ermitaños de San Guillermo, una rama de los Ermitaños de San Agustín. Fue beatificado en 1202.